# Ralf Drecoll
Ralf Drecoll (Buxtehude, 29 september 1944 – 23 september 2012) was een Duitse hoogspringer. Hij nam eenmaal deel aan de Olympische Spelen, maar veroverde bij deze gelegenheid geen medailles.
Drecoll behoorde tot het Duits eenheidsteam bij de Olympische Spelen van 1964 in Tokio. Hier eindigde hij als zesde met een beste sprong van 2,09 m.

## Persoonlijke record
| Onderdeel    | Prestatie | Jaar |
| ------------ | --------- | ---- |
| hoogspringen | 2,15 m    | 1967 |

## Prestaties
- 1964: 6e OS - 2,09 m